# Železniška proga Pilatus
Železniška proga Pilatus (nemško Pilatusbahn, PB) je gorska železnica v Švici in je najstrmejša zobata železnica na svetu, z največjim naklonom 48 % in povprečnim naklonom 35 %. Proga poteka od postaje Alpnachstad ob jezeru Alpnach do konca blizu vrha Esel pogorja Pilatus na nadmorski višini 2073 m. Je najvišja železniška proga v kantonu Obwalden in druga najvišja v osrednji Švici za železniško progo Furka. V Alpnachstadu se železnica Pilatus poveže s parniki na Vierwaldstadtskem jezeru in z vlaki na progi Brünigbahn, linije Zentralbahn.

## Zgodovina
Prvi projekt za izgradnjo proge je bil predlagan leta 1873, predvideval je 1435 mm standardni profil tirne širine in največji naklon 25 %. Ugotovljeno je bilo, da projekt ni ekonomsko upravičen. Eduard Locher, inženir z velikimi praktičnimi izkušnjami, je nato predlagal nadomestni projekt z največjim naklonom 48 %, ki je razdaljo prepolovil. Takratni običajni sistemi zobate železnice niso mogli speljati takšnih nagibov, ker bi lahko zobnik, ki je pritisnjen na zobnik od zgoraj, pri višjih naklonih izskočil in tako odpravil vozno in zavorno moč vlaka. Namesto tega je Locher med obe tirnici postavil vodoravno letev z dvojnimi zobmi in zobnikoma na vsaki strani. To sta bila dva prirobnična zobnika, nameščena na navpičnih gredeh pod vagonom.
Ta zasnova je odpravila možnost, da zobniki izskočijo iz letve, in preprečila, da bi se vagon prevrnil, tudi pod močnim bočnim vetrom, ki je na tem območju pogost. Sistem je lahko tudi vodil vagon brez potrebe po prirobnicah na kolesih. Dejansko prvi vagoni na Pilatusu niso imeli prirobnic na tekalnih kolesih, kasneje pa so bile te dodane, da so med vzdrževanjem omogočale premikanje vagonov po tirih brez zobnikov. Proga je bila odprta s parno vleko 4. junija 1889, elektrificirana pa je bila 15. maja 1937 z nadzemnim električnim napajanjem 1550 V enosmernega toka. Proga še vedno vozi z vagoni iz leta 1937.
Vlada ni zagotovila subvencij za gradnjo proge. Namesto tega je Locher ustanovil lastno podjetje Locher Systems za gradnjo železnice. Železnica je bila v celoti zgrajena z zasebnim kapitalom in je ves čas obstoja ostajala finančno likvidna.
Železniško progo Pilatus je Ameriško združenje strojnih inženirjev leta 2001 imenovalo za zgodovinski mejnik strojništva.

## Galerija
- Delnica železniške družbe Pilatus, izdana 1. julija 1888; ustanoviteljski delež
- Vlak pripravljen za odhod, 4. junija 1889
- Urnik prometa Pilatus iz leta 1905
- Vlak na postaji na vrhu
- Postaja Alpnachstad; upoštevajte naklon ploščadi za stavbo
- Locher sistem zobnikov in zobnikov
- Tiri so položeni brez pragov.
- Kretnica, sestavljena iz mostu, ki se vrti okoli vzdolžne osi
- Železniška vrtljiva kretnica Pilatus
- Dvoredna prestavna miza na železnici Pilatus, en rob služi tudi kot potniška platforma.

## Obratovanje
Proga je dolga 4,6 km, vzpenja se na navpični razdalji 1629 m in ima tirno širino 800 mm. Zaradi sistema zobnikov na progi ni običajnih točk ali kretnic, temveč le vrtljive kretnice in obračalne mize. Vse tirnice so položene na trdno skalo z železnimi vezmi velike trdnosti, pritrjenimi na skalo, brez uporabe pragov.
Linija še vedno uporablja originalne tirnice, ki so zdaj starejše od 100 let. Medtem ko so se obrabile, je bilo ugotovljeno, da je to mogoče odpraviti s preprostim obračanjem tirnic in tako zagotoviti novo obrabno površino, ki bi zadostovala tudi za naslednje stoletje. Elektromotorji vagonov se uporabljajo kot generatorji za zaviranje med spuščanjem, vendar se ta elektrika ne uporablja ponovno - le odvaja se kot toplota skozi odporne mreže. Prvotno je bila parna vleka s kompresorji za dinamično zaviranje, saj samo uporaba tornih zavor na tako strmih pobočjih ni praktična.
Linija obratuje sezonsko od maja do oktobra. Žičnica, ki se pripelje z druge strani, vozi vse leto, razen krajšega obdobja vzdrževanja.